# Dragged Under
Dragged Under — американський панк-рок гурт із Сіетла, штат Вашингтон, створений у 2019 році. 
Дебютний альбом гурту, The World Is In Your Way, потрапив у Топ-10 американського чарту US Alternative iTunes charts, а також посів 18-те місце у рейтингу Billboard, alternative new artists та 45-те місце у рейтингу hard music.

## Історія
Гурт був створений у 2019 році вокалістом Ентоні Каппокі та гітаристами Раяном «Флаффом» Брюсом і Джошем Вайлдхорном після розпаду попереднього гурту Rest, Repose.
Перший альбом гурту Dragged Under, The World Is In Your Way, який було випущено 17 січня 2020 року, містить кілька пісень, які спочатку були створені гуртом Rest, Repose, але були викинуті, коли гурт розпався. Хоча спочатку альбом був випущений окремо, делюкс версія альбому була перевипущена лейблом Mascot Records 15 листопада 2020 року. Альбом зібрав 4,5 мільйона стрімів за шість місяців, з того часу він набрав понад 10 мільйонів стрімів на Spotify. 
Щоб підтримати проект, взимку 2020 року гурт вирушив в тур на підтримку гурту The Used.
У травні 2021 року було підтверджено, що гурт приєднається до гуртів Beartooth і Wage War під час їхнього осіннього туру 2021 року.
Невдовзі після цього гурт оголосив, що їхній перший концертний мініальбом, We’ll Do It Live, вийде 6 серпня 2021 року разом із концертною версією синглу «Hypochondria».
12 серпня 2021 року гурт випустив новий сингл, «Brainwash Broadcast», за участю Спенсера Чемберлена (Spencer Chamberlain) з гурту Underoath.
18 березня 2022 року вони оголосили, що їхній другий студійний альбом, Upright Animals, вийде 10 червня, та випустили кліп на другий сингл альбому під назвою «All Of Us».

## Музичний стиль і впливи
Гурт Dragged Under описує своє звучання як «три частини панк-року і одна частина метал/хардкору» і посилається на гурти, які вплинули на їхнє звучання — Sum 41, Rise Against і The Offspring.

## Учасники гурту
Поточні
- Ентоні Каппокі (Anthony Cappocchi) — головний вокал  (2019-теперішній час)
- Шон Росаріо (Sean Rosario) — гітара, бек-вокал (2020-теперішній час)
- Ділан Рой (Dylan Roy) — барабани (2023-теперішній час)
- Кріс Намок (Chris Namoc) — гітара, бек-вокал (2023-теперішній час)

Колишні
- Kalun Wertz (Kalun Wertz) — барабани (2019)
- Zesty Sams (Zesty Sams) — бас-гітара, бек-вокал (2019)
- Джош Вайлдхорн (Josh Wildhorn) — ритм-гітара, бек-вокал (2019–2020)
- Райан «Флафф» Брюс (Ryan "Fluff" Bruce) — соло-гітара, бек-вокал (2019–2023)
- Ганс Хессбург (Hans Hessburg) — бас-гітара, бек-вокал (2019–2023)
- Кален Андерсон (Kalen Anderson) — ударні (2019–2023)

## Дискографія

### Альбоми

#### Студійні альбоми
| Назва                    | Додаткова інформація                                                               |
| ------------------------ | ---------------------------------------------------------------------------------- |
| The World Is in Your Way | - Реліз: 17 січня, 2020 - Лейбл: Mascot - Формат: CD, digital download, streaming  |
| Upright Animals          | - Реліз: 10 червня, 2022 - Лейбл: Mascot - Формат: CD, digital download, streaming |

### Живі альбоми
| Назва            | Додаткова інформація                                                          |
| ---------------- | ----------------------------------------------------------------------------- |
| We'll Do It Live | - Реліз: 6 серпня, 2021 - Лейбл: Mascot - Формат: Digital download, streaming |

### Сингли
| Назва                                                 | Рік  | Альбом                                    |
| ----------------------------------------------------- | ---- | ----------------------------------------- |
| "This Holiday"                                        | 2020 | The World Is in Your Way (Deluxe Edition) |
| "Hypochondria - Live"                                 | 2021 | We'll Do It Live                          |
| "Hypochondria                                         | 2021 | The World Is in Your Way                  |
| "Chelsea - Live"                                      | 2021 | We'll Do It Live                          |
| "Chelsea"                                             | 2021 | The World Is in Your Way                  |
| "Instability - Live"                                  | 2021 | We'll Do It Live                          |
| "Instability"                                         | 2021 | The World Is in Your Way                  |
| "Brainwash Broadcast" (featuring Spencer Chamberlain) | 2021 | Upright Animals                           |
| "All of Us"                                           | 2022 | Upright Animals                           |
| "Crooked Halos"                                       | 2022 | Upright Animals                           |
| "Suffer"                                              | 2022 | Upright Animals                           |

### Музичні кліпи
| Рік  | Назва                                                 | Режисер                         | Альбом                                    |
| ---- | ----------------------------------------------------- | ------------------------------- | ----------------------------------------- |
| 2019 | "Hypochondria"                                        | Austin Hodaie / Blacksnow Films | The World Is in Your Way                  |
| 2019 | "Instability"                                         | Josh Gillespie                  | The World Is in Your Way                  |
| 2020 | "Chelsea"                                             | Justin Ichikawak                | The World Is in Your Way                  |
| 2020 | "Just Like Me"                                        | Kevin Garcia                    | The World Is in Your Way (Deluxe Edition) |
| 2020 | "Feel It"                                             | Kevin Garcia                    | The World Is in Your Way (Deluxe Edition) |
| 2021 | "Brainwash Broadcast" (featuring Spencer Chamberlain) | Monte Legaspi                   | Upright Animals                           |
| 2022 | "All of Us"                                           | Monte Legaspi                   | Upright Animals                           |
| 2022 | "Crooked Halos"                                       | Brian Cox                       | Upright Animals                           |
| 2022 | "Never Enough"                                        | Justin Ichikawa                 | Upright Animals                           |